# Дал Верешанович
Дал Верешанович (босн. Dal Varešanović, нар. 23 травня 2001, Відень) — боснійський футболіст, півзахисник турецького клубу «Чайкур Різеспор» та національної збірної Боснії і Герцеговини.

## Клубна кар'єра
Народився 23 травня 2001 року в місті Відень. Варешанович почав грати у футбол у «Сараєво», а в 2013 році приєднався до молодіжної команди хорватського «Динамо» (Загреб). У 2016 році він повернувся до «Сараєво». Наступного року він перейшов до молодіжної академії англійського «Ліверпуля». 
У жовтні 2020 року він підписав чотирирічний контракт із «Сараєво». 21 березня 2021 року у віці 19 років він дебютував на професійному рівні у матчі проти «Крупи» і відзначився голом, який забезпечив його команді перемогу. Він виграв свій перший трофей з клубом 26 травня 2021 року, обігравши «Борац» з Баня-Луки у фіналі Кубка Боснії. У липні 2022 року продовжив контракт із «Сараєво» до червня 2025 року. Всього провыв у команды три сезони, взявши участь у 55 матчах чемпіонату.
У серпні 2023 року перейшов у турецький «Чайкур Різеспор». Він офіційно дебютував за команду 13 серпня проти «Адани Демірспор». 1 вересня він забив свій перший гол за «Чайкур Різеспор» проти «Фатіха Карагюмрюка». Станом на 22 листопада 2023 року відіграв за команду з Різе 12 матчів в національному чемпіонаті.

## Виступи за збірні
2016 року дебютував у складі юнацької збірної Боснії і Герцеговини (U-15), загалом на юнацькому рівні взяв участь у 17 іграх, відзначившись 2 забитими голами.
17 червня 2023 року дебютував в офіційних іграх у складі національної збірної Боснії і Герцеговини під час відбіркового матчу до чемпіонату Європи 2024 року проти Португалії (0:3).
| Дата       | Місто   | Господарі            | Результат | Гості                | Турнір            | Голи | Примітки |
| ---------- | ------- | -------------------- | --------- | -------------------- | ----------------- | ---- | -------- |
| 17-6-2023  | Лісабон | Португалія           | 3 – 0     | Боснія і Герцеговина | Відбір до ЧЄ 2024 | -    | 79'      |
| 19-11-2023 | Зениця  | Боснія і Герцеговина | 1 – 2     | Словаччина           | Відбір до ЧЄ 2024 | -    | 87'      |
| Усього     |         | Матчів               | 2         |                      | Голів             | 0    |          |

## Особисте життя
Батько Дала Мирза Верешанович також був професійним футболістом, як і його дід Мирсад Фазлагич. Старший брат Дала Мак Верешанович теж став футболістом.